# Seznam písní v 4. řadě seriálu Glee
Toto je seznam písní, které zazněly ve 4. řadě amerického televizního seriálu Glee.
Glee je americký hudební a dramatický televizní seriál, který produkuje televizní společnost Fox. Seriál se soustředí na školní sbor New Directions na fiktivní střední škole Williama McKinleyho v Limě v Ohiu. Seriál vytvořili Ryan Murphy, Brad Falchuk a Ian Brennan a obsahuje mnoho cover verzí písní, které zpívají přímo postavy seriálu a posouvají tak děj. Murphy je zodpovědný za výběr písní do seriálu a snaží se o rovnováhu mezi klasickými i moderními hity, protože chce, aby si v seriálu "každý přišel na své". Když Murphy vybere píseň, musí hudební vedoucí P.J. Bloom na píseň získat práva a hudební producent Adam Anders píseň přearanžuje pro herce. Písně jsou předem nazpívány v nahrávacím studiu a mezitím choreograf Zach Woodlee vytváří doprovodné taneční pohyby a učí je herce. Celé číslo se pak natáčí. Ze studiových nahrávek se stanou skladby. Tento proces začíná šest až osm týdnů před natáčením každé epizody a může skončit až pouhý den před natáčením.

## Seznam písní
| Název                                                                          | Původní interpret                        | Interpret v seriálu | Epizoda                             | Singl | Album                        |
| ------------------------------------------------------------------------------ | ---------------------------------------- | --- | ----------------------------------- | ----- | ---------------------------- |
| "Sister Christian"                                                             | Night Ranger                             | Brody Weston | 1. "The New Rachel"                 | Ne    | Ne                           |
| "Call Me Maybe"                                                                | Carly Rae Jepsenová                      | Wade Adams, Blaine Anderson, Tina Cohen-Chang a Brittany Pierce                                                                                                  | 1. "The New Rachel"                 | Ano   | TBA                          |
| "Americano" / "Dance Again"                                                    | Lady Gaga / Jennifer Lopez feat. Pitbull | Cassandra July se studenty NYADY | 1. "The New Rachel"                 | Ano   | Season 4, Volume 1           |
| "Busters Get Popped"                                                           | Původní skladba                          | Stoner Brett | 1. "The New Rachel"                 | Ne    | Ne                           |
| "Never Say Never"                                                              | The Fray                                 | Jake Puckerman | 1. "The New Rachel"                 | Ano   | TBA                          |
| "Ave Maria"                                                                    | Franz Schubert                           | Beatrice McClaine | 1. "The New Rachel"                 | Ne    | Ne                           |
| "New York State of Mind"                                                       | Billy Joel                               | Rachel Berry a Marley Rose | 1. "The New Rachel"                 | Ano   | Season 4, Volume 1           |
| "It's Time"                                                                    | Imagine Dragons                          | Blaine Anderson | 1. "The New Rachel"                 | Ano   | Season 4, Volume 1           |
| "Chasing Pavements"                                                            | Adele                                    | Marley Rose s New Directions | 1. "The New Rachel"                 | Ano   | TBA                          |
| "Hold It Against Me"                                                           | Britney Spears                           | Brittany Pierce s roztleskávačkami z McKinleyovy střední | 2. "Britney 2.0"                    | Ne    | Britney 2.0                  |
| "Boys" / "Boyfriend"                                                           | Britney Spears / Justin Bieber           | Artie Abrams a Blaine Anderson | 2. "Britney 2.0"                    | Ne    | Britney 2.0                  |
| "Womanizer"                                                                    | Britney Spears                           | Wade Adams, Tina Cohen-Chang a Marley Rose s dívkami na McKinleyho střední                                                                                       | 2. "Britney 2.0"                    | Ne    | Britney 2.0                  |
| "3"                                                                            | Britney Spears                           | Tina Cohen-Chang, Joe Hart a Sam Evans | 2. "Britney 2.0"                    | Ne    | Britney 2.0                  |
| "Crazy" / "(You Drive Me) Crazy"                                               | Aerosmith / Britney Spears               | Marley Rose a Jake Puckerman | 2. "Britney 2.0"                    | Ne    | Britney 2.0                  |
| "Oops!... I Did It Again"                                                      | Britney Spears                           | Rachel Berry s Brodym Westonem a studenty z NYADY | 2. "Britney 2.0"                    | Ne    | Britney 2.0                  |
| "Gimme More"                                                                   | Britney Spears                           | Brittany Pierce s New Directions | 2. "Britney 2.0"                    | Ne    | Britney 2.0                  |
| "Everytime"                                                                    | Britney Spears                           | Marley Rose | 2. "Britney 2.0"                    | Ne    | Britney 2.0                  |
| "Everybody Wants to Rule the World"                                            | Tears for Fears                          | Blaine Anderson | 3. "Makeover"                       | Ano   | TBA                          |
| "Celebrity Skin"                                                               | Hole                                     | Brittany Pierce a Sam Evans | 3. "Makeover"                       | Ano   | TBA                          |
| "The Way You Look Tonight" / "You're Never Fully Dressed Without a Smile"      | Fred Astaire / Annie                     | Isabelle Wright, Kurt Hummel a Rachel Berry | 3. "Makeover"                       | Ano   | TBA                          |
| "A Change Would Do You Good"                                                   | Sheryl Crow                              | Rachel Berry a Brody Weston | 3. "Makeover"                       | Ano   | TBA                          |
| "Barely Breathing"                                                             | Duncan Sheik                             | Blaine Anderson a Finn Hudson | 4. "The Break-Up"                   | Ano   | TBA                          |
| "Give Your Heart a Break"                                                      | Demi Lovato                              | Rachel Berry a Brody Weston | 4. "The Break-Up"                   | Ano   | Season 4, Volume 1           |
| "Teenage Dream" (akustická verze)                                              | Katy Perry                               | Blaine Anderson | 4. "The Break-Up"                   | Ano   | TBA                          |
| "Don't Speak"                                                                  | No Doubt                                 | Finn Hudson, Blaine Anderson, Rachel Berry a Kurt Hummel | 4. "The Break-Up"                   | Ano   | TBA                          |
| "Mine"                                                                         | Taylor Swift                             | Santana Lopez | 4. "The Break-Up"                   | Ano   | Season 4, Volume 1           |
| "The Scientist"                                                                | Coldplay                                 | Finn Hudson, Blaine Anderson, Santana Lopez, Kurt Hummel, Brittany Pierce, Will Schuester, Emma Pillsbury a Rachel Berry                                         | 4. "The Break-Up"                   | Ano   | Season 4, Volume 1           |
| "Hopelessly Devoted to You"                                                    | Pomáda                                   | Blaine Anderson | 5. "The Role You Were Born to Play" | Ne    | Presents Glease              |
| "Blow Me (One Last Kiss)"                                                      | Pink                                     | Wade Adams a Marley Rose | 5. "The Role You Were Born to Play" | Ano   | TBA                          |
| "Juke Box Hero"                                                                | Foreigner                                | Finn Hudson a Ryder Lynn | 5. "The Role You Were Born to Play" | Ano   | TBA                          |
| "Everybody Talks"                                                              | Neon Trees                               | Jake Puckerman a Kitty Wilde | 5. "The Role You Were Born to Play" | Ano   | Season 4, Volume 1           |
| "Born to Hand Jive"                                                            | Pomáda                                   | Mercedes Jones, Marley Rose, Jake Puckerman a Ryder Lynn s Wadem Adamsem, Mikem Changem, Samem Evansem, Joem Hartem, Sugar Mottou, Brittany Pierce a Kitty Wilde | 5. "The Role You Were Born to Play" | Ano   | Presents Glease              |
| "Greased Lightnin"                                                             | Pomáda                                   | Ryder Lynn a Sam Evans s Artiem Abramsem, Mikem Changem, Joem Hartem, Finnem Hudsonem a Jakem Puckermanem                                                        | 6. "Glease"                         | Ano   | Presents Glease              |
| "Look at Me, I'm Sandra Dee"                                                   | Pomáda                                   | Kitty Wilde s Wadem Adamsem, Tinou Cohen-Chang, Sugar Mottou a Brittany Pierce                                                                                   | 6. "Glease"                         | Ne    | Presents Glease              |
| "Beauty School Dropout"                                                        | Pomáda                                   | Blaine Anderson s Tinou Cohen-Chang, Santanou Lopez, Sugar Mottou, Brittany Pierce a Kitty Wilde                                                                 | 6. "Glease"                         | Ano   | Presents Glease              |
| "Look at Me, I'm Sandra Dee (Reprise)"                                         | Pomáda                                   | Marley Rose | 6. "Glease"                         | Ne    | Presents Glease              |
| "There Are Worse Things I Could Do"                                            | Pomáda                                   | Santana Lopez, Cassandra July a Wade Adams | 6. "Glease"                         | Ne    | Presents Glease              |
| "You're the One That I Want"                                                   | Pomáda                                   | Ryder Lynn, Marley Rose, Finn Hudson a Rachel Berry s Mikem Changem, Mercedes Jones, Kitty Wilde a New Directions                                                | 6. "Glease"                         | Ano   | Presents Glease              |
| "Dark Side"                                                                    | Kelly Clarkson                           | Blaine Anderson s Dalton Academy Warblers | 7. "Dynamic Duets"                  | Ano   | Season 4, Volume 1           |
| "Superman"                                                                     | R.E.M.                                   | Jake Puckerman a Ryder Lynn | 7. "Dynamic Duets"                  | Ano   | TBA                          |
| "Holding Out for a Hero"                                                       | Bonnie Tyler                             | Kitty Wilde a Marley Rose s New Directions | 7. "Dynamic Duets"                  | Ano   | Season 4, Volume 1           |
| "Heroes"                                                                       | David Bowie                              | Sam Evans a Blaine Anderson | 7. "Dynamic Duets"                  | Ano   | Season 4, Volume 1           |
| "Some Nights"                                                                  | fun.                                     | New Directions | 7. "Dynamic Duets"                  | Ano   | Season 4, Volume 1           |
| "Homeward Bound" / "Home"                                                      | Simon & Garfunkel / Phillip Phillips     | Quinn Fabray, Noah Puckerman, Mike Chang, Santana Lopez, Mercedes Jones a Finn Hudson                                                                            | 8. "Thanksgiving"                   | Ne    | Season 4, Volume 1           |
| "Come See About Me"                                                            | The Supremes                             | Quinn Fabray se Santanou Lopez a Brittany Pierce | 8. "Thanksgiving"                   | Ano   | TBA                          |
| "Whistle"                                                                      | Flo Rida                                 | Dalton Academy Warblers | 8. "Thanksgiving"                   | Ano   | TBA                          |
| "Live While We're Young"                                                       | One Direction                            | Dalton Academy Warblers | 8. "Thanksgiving"                   | Ne    | Season 4, Volume 1           |
| "Let's Have a Kiki" / "Turkey Lurkey Time"                                     | Scissor Sisters / Promises, Promises     | Isabelle Wright, Kurt Hummel, Rachel Berry s Isabellinými večírkovými hosty a Brodym Westonem                                                                    | 8. "Thanksgiving"                   | Ano   | Season 4, Volume 1           |
| "Over the River and Through the Wood" / "She'll Be Coming 'Round the Mountain" | Lydia Maria Child / Tradiční             | The Rosedale Mennonites | 8. "Thanksgiving"                   | Ne    | TBA                          |
| "Gangnam Style"                                                                | PSY                                      | Tina Cohen-Chang s New Directions | 8. "Thanksgiving"                   | Ano   | Season 4, Volume 1           |
| "Somethin' Stupid"                                                             | Frank Sinatra a Nancy Sinatra            | Sam Evans a Brittany Pierce | 9. "Swan Song"                      | Ano   | Season 4, Volume 1           |
| "All That Jazz"                                                                | Chicago                                  | Cassandra July a Rachel Berry | 9. "Swan Song"                      | Ano   | TBA                          |
| "Being Good Isn't Good Enough"                                                 | Barbra Streisand                         | Rachel Berry | 9. "Swan Song"                      | Ano   | TBA                          |
| "Being Alive"                                                                  | Company                                  | Kurt Hummel | 9. "Swan Song"                      | Ano   | TBA                          |
| "Don't Dream It's Over"                                                        | Crowded House                            | Finn Hudson, Tina Cohen-Chang, Blaine Anderson, Sam Evans, Brittany Pierce a Marley Rose s New Directions                                                        | 9. "Swan Song"                      | Ano   | TBA                          |
| "Jingle Bell Rock"                                                             | Bobby Helms                              | Sam Evans | 10. "Glee, Actually"                | Ne    | The Christmas Album Volume 3 |
| "Oh Chanukah"                                                                  | Tradiční koleda                          | Noah Puckerman a Jake Puckerman | 10. "Glee, Actually"                | Ne    | The Christmas Album Volume 3 |
| "White Christmas"                                                              | Michael Bublé feat. Shania Twain         | Blaine Anderson a Kurt Hummel | 10. "Glee, Actually"                | Ne    | The Christmas Album Volume 3 |
| "Feliz Navidad"                                                                | José Feliciano                           | Artie Abrams | 10. "Glee, Actually"                | Ne    | The Christmas Album Volume 3 |
| "The First Noël"                                                               | Tradiční koleda                          | Marley Rose | 10. "Glee, Actually"                | Ne    | The Christmas Album Volume 3 |
| "Have Yourself a Merry Little Christmas"                                       | Meet Me in St. Louis                     | Noah Puckerman, Jake Puckerman, Sam Evans, Brittany Pierce, Blaine Anderson, Kurt Hummel a New Directions                                                        | 10. "Glee, Actually"                | Ne    | The Christmas Album Volume 3 |
| "I Don't Know How to Love Him"                                                 | muzikál Jesus Christ Superstar           | Tina Cohen-Chang | 11. "Sadie Hawkins"                 | Ano   | TBA                          |
| "Baby Got Back"                                                                | Jonathan Coulton                         | The Adam's Apples | 11. "Sadie Hawkins"                 | Ano   | TBA ´                        |
| "Tell Him"                                                                     | The Exciters                             | Marley Rose a Brittany Pierce s ženskými členkami New Directions                                                                                                 | 11. "Sadie Hawkins"                 | Ano   | TBA                          |
| "No Scrubs"                                                                    | TLC                                      | Artie Abrams, Blaine Anderson, Ryder Lynn, Sam Evans a Joe Hart                                                                                                  | 11. "Sadie Hawkins"                 | Ano   | TBA                          |
| "Locked Out of Heaven"                                                         | Bruno Mars                               | Marley Rose a Wade "Unique" Adams s ženskými členkami New Directions                                                                                             | 11. "Sadie Hawkins"                 | Ano   | TBA                          |
| "I Only Have Eyes for You"                                                     | The Flamingos                            | Ryder Lynn s Artiem Abramsem a Joem Hartem | 11. "Sadie Hawkins"                 | Ano   | TBA                          |
| "Torn"                                                                         | Natalie Imbruglia                        | Rachel Berry | 12. "Naked"                         | Ano   | TBA                          |
| "Centerfold" / "Hot in Herre"                                                  | The J. Geils Band / Nelly                | Sam Evans, Jake Puckerman, Ryder Lynn a Kitty Wilde s Blainem Andersonem, Joem Hartem a roztleskávačkami z McKinleyovy střední                                   | 12. "Naked"                         | Ano   | TBA                          |
| "A Thousand Years, Pt. 2"                                                      | Christina Perri                          | Marley Rose a Jake Puckerman | 12. "Naked"                         | Ano   | TBA                          |
| "Let Me Love You (Until You Learn to Love Yourself)"                           | Ne-Yo                                    | Jake Puckerman | 12. ""Naked"                        | Ano   | TBA                          |
| "Love Song"                                                                    | Sara Bareilles                           | Rachel Berry, Quinn Fabray a Santana Lopez | 12. "Naked"                         | Ano   | TBA                          |
| "This Is the New Year"                                                         | Ian Axel                                 | New Directions | 12. "Naked"                         | Ano   | TBA                          |
| "Diva"                                                                         | Beyoncé                                  | Wade "Unique" Adams, Brittany Pierce a Tina Cohen-Chang s Blainem Andersonem, Marley Rose a Kitty Wilde                                                          | 13. "Diva"                          | Ano   | TBA                          |
| "Bring Him Home"                                                               | Les Misérables                           | Kurt Hummel a Rachel Berry | 13. "Diva"                          | Ano   | TBA                          |
| "Don't Stop Me Now"                                                            | Queen                                    | Blaine Anderson | 13. "Diva"                          | Ano   | TBA                          |
| "Hung Up"                                                                      | Madonna                                  | Tina Cohen-Chang | 13. "Diva"                          | Ano   | TBA                          |
| "Make No Mistake, She's Mine"                                                  | Barbra Streisand a Kim Carnes            | Santana Lopez a Sam Evans | 13. "Diva"                          | Ano   | TBA                          |
| "Nutbush City Limits"                                                          | Ike & Tina Turner                        | Santana Lopez | 13. "Diva"                          | Ano   | TBA                          |
| "Girl on Fire"                                                                 | Alicia Keys                              | Santana Lopez | 13. "Diva"                          | Ano   | TBA                          |
| "You're All I Need to Get By"                                                  | Marvin Gaye a Tammi Terrell              | Jake Puckerman a Marley Rose s Artiem Abramsem, Samem Evansem a Ryderem Lynnem                                                                                   | 14. "I Do"                          | Ano   | TBA                          |
| "Getting Married Today"                                                        | muzikál Company                          | Will Schuester, Emma Pillsbury a Mercedes Jones se svatebními hosty                                                                                              | 14. "I Do"                          | Ano   | TBA                          |
| "Just Can't Get Enough"                                                        | Depeche Mode                             | Blaine Anderson a Kurt Hummel s Brittany Pierce a Marley Rose | 14. "I Do"                          | Ano   | TBA                          |
| "We've Got Tonite"                                                             | Bob Seger                                | Finn Hudson, Rachel Berry, Kurt Hummel, Blaine Anderson, Marley Rose, Jake Puckerman, Quinn Fabray, Santana Lopez, Artie Abrams a Betty Pillsbury                | 14. "I Do"                          | Ano   | TBA                          |
| "Anything Could Happen"                                                        | Ellie Goulding                           | Marley Rose, Artie Abrams a Jake Puckerman s New Directions | 14. "I Do"                          | Ano   | TBA                          |
| "You're All the World to Me"                                                   | film Královská svatba                    | Will Schuester a Emma Pillsbury | 15. "Girls (and Boys) On Film"      | Ano   | TBA                          |
| "Shout"                                                                        | The Isley Brothers                       | Blaine Anderson a Brittany Pierce s New Directions | 15. "Girls (and Boys) On Film"      | Ano   | TBA                          |
| "Come What May"                                                                | Moulin Rouge!                            | Blaine Anderson a Kurt Hummel | 15. "Girls (and Boys) On Film"      | Ano   | TBA                          |
| "Old Time Rock and Roll" / "Danger Zone"                                       | Bob Seger / Kenny Loggins                | Blaine Anderson a Sam Evans s mužskými členy New Directions | 15. "Girls (and Boys) On Film"      | Ano   | TBA                          |
| "Diamonds Are a Girl's Best Friend" / "Material Girl"                          | film Páni mají radši blondýnky / Madonna | Wade "Unique" Adams a Marley Rose se ženskými členkami New Directions                                                                                            | 15. "Girls (and Boys) On Film"      | Ano   | TBA                          |
| "In Your Eyes"                                                                 | Peter Gabriel                            | Will Schuester s New Directions | 15. "Girls (and Boys) On Film"      | Ano   | TBA                          |
| "Unchained Melody"                                                             | The Righteous Brothers                   | Jake Puckerman a Ryder Lynn | 15. "Girls (and Boys) On Film"      | Ano   | TBA                          |
| "Footloose"                                                                    | Kenny Loggins                            | Sam Evans a Artie Abrams s New Directions | 15. "Girls (and Boys) On Film"      | Ano   | TBA                          |
| "How to Be a Heartbreaker"                                                     | Marina and the Diamonds                  | Brody Weston a Rachel Berry | 16. "Feud"                          | Ano   | TBA                          |
| "The Bitch Is Back" / "Dress You Up"                                           | Elton John / Madonna                     | Ryder Lynn a Wade "Unique" Adams s New Directions | 16. "Feud"                          | Ano   | TBA                          |
| "Cold Hearted"                                                                 | Paula Abdul                              | Santana Lopez se studentkami NYADY | 16. "Feud"                          | Ano   | TBA                          |
| "Bye Bye Bye" / "I Want It That Way"                                           | 'N Sync / Backstreet Boys                | Will Schuester a Finn Hudson s mužskými členy New Directions | 16. "Feud"                          | Ano   | TBA                          |
| "I Still Believe" / "Super Bass"                                               | Mariah Carey / Nicki Minaj               | Blaine Anderson a Sue Sylvester s roztleskávačkami | 16. "Feud"                          | Ano   | TBA                          |
| "Closer"                                                                       | Tegan and Sara                           | Ryder Lynn a Jake Puckerman s New Directions | 16. "Feud"                          | Ano   | TBA                          |
| "Wake Me Up Before You Go-Go"                                                  | Wham!                                    | Blaine Anderson a Sam Evans s New Directions | 17. "Guilty Pleasures"              | Ano   | TBA                          |
| "Copacabana"                                                                   | Barry Manilow                            | Sam Evans s New Directions | 17. "Guilty Pleasures"              | Ano   | TBA                          |
| "Against All Odds (Take a Look at Me Now)"                                     | Phil Collins                             | Blaine Anderson | 17. "Guilty Pleasures"              | Ano   | TBA                          |
| "Wannabe"                                                                      | Spice Girls                              | ženské členky New Directions | 17. "Guilty Pleasures"              | Ano   | TBA                          |
| "My Prerogative"                                                               | Bobby Brown                              | Jake Puckerman s New Directions | 17. "Guilty Pleasures"              | Ano   | TBA                          |
| "Creep"                                                                        | Radiohead                                | Brody Weston a Rachel Berry | 17. "Guilty Pleasures"              | Ano   | TBA                          |
| "Mamma Mia"                                                                    | ABBA                                     | Rachel Berry, Kurt Hummel, Santana Lopez, Marley Rose, Kitty Wilde, Wade "Unique" Adams a Artie Abrams s New Directions                                          | 17. "Guilty Pleasures"              | Ano   | TBA                          |
| "Your Song"                                                                    | Elton John                               | Ryder Lynn | 18. "Shooting Star"                 | Ano   | TBA                          |
| "More Than Words"                                                              | Extreme                                  | Sam Evans a Brittany Pierce s New Directions | 18. "Shooting Star"                 | Ano   | TBA                          |
| "Say"                                                                          | John Mayer                               | New Directions | 18. "Shooting Star"                 | Ano   | TBA                          |
| "Next to Me"                                                                   | Emeli Sandé                              | Shelby Corcoran a Rachel Berry | 19. "Sweet Dreams"                  | Ano   | TBA                          |
| "(You Gotta) Fight for Your Right (To Party!)"                                 | Beastie Boys                             | Finn Hudson a Noah Puckerman s hosty na párty bratrstva | 19. "Sweet Dreams"                  | Ano   | TBA                          |
| "You Have More Friends Than You Know"                                          | Mervyn Warren a Jeff Marx                | Marley Rose, Blaine Anderson, Wade "Unique" Adams a Sam Evans | 19. "Sweet Dreams"                  | Ano   | TBA                          |
| "Don't Stop Believin'"                                                         | Journey                                  | Racher Berry s původními New Directions | 19. "Sweet Dreams"                  | Ano   | TBA                          |
| "Outcast"                                                                      | Původní skladba                          | Marley Rose, Jake Puckerman, Wade "Unique" Adams a Ryder Lynn s New Directions                                                                                   | 19. "Sweet Dreams"                  | Ano   | TBA                          |
| "The Star-Spangled Banner"                                                     | Traditional                              | Frida Romero | 20. "Lights Out"                    | Ne    | TBA                          |
| "You've Lost That Lovin' Feelin'                                               | The Righteous Brothers                   | Sam Evans a Ryder Lynn s New Directions | 20. "Lights Out"                    | Ano   | TBA                          |
| "Everybody Hurts"                                                              | R.E.M.                                   | Ryder Lynn | 20. "Lights Out"                    | Ano   | TBA                          |
| "We Will Rock You"                                                             | Queen                                    | New Directions | 20. "Lights Out"                    | Ano   | TBA                          |
| "Little Girls"                                                                 | muzikál Annie                            | Sue Sylvester | 20. "Lights Out"                    | Ano   | TBA                          |
| "At the Ballet"                                                                | A Chorus Line                            | Santana Lopez, Kurt Hummel, Rachel Berry a Isabelle Wright | 20. "Lights Out"                    | Ano   | TBA                          |
| "The Longest Time"                                                             | Billy Joel                               | Artie Abrams, Kitty Wilde, Sam Evans, Marley Rose, Ryder Lynn a Jake Puckerman s New Directions                                                                  | 20. "Lights Out"                    | Ano   | TBA                          |
| "Signed, Sealed, Delivered I'm Yours"                                          | Stevie Wonder                            | Kitty Wilde s New Directions | 21. "Wonder-ful"                    | Ano   | TBA                          |
| "Superstition"                                                                 | Stevie Wonder                            | Mercedes Jones, Marley Rose a Blaine Anderson s New Directions                                                                                                   | 21. "Wonder-ful"                    | Ano   | TBA                          |
| "You Are the Sunshine of My Life"                                              | Stevie Wonder                            | Kurt Hummel s Tinou Cohen-Chang, Marley Rose a Kitty Wilde | 21. "Wonder-ful"                    | Ano   | TBA                          |
| "I Wish"                                                                       | Stevie Wonder                            | Jake Puckerman s Mikem Changem, Marley Rose a New Directions | 21. "Wonder-ful"                    | Ano   | TBA                          |
| "Uptight (Everything's Alright)"                                               | Stevie Wonder                            | Cassandra July se studenty NYADY | 21. "Wonder-ful"                    | Ano   | TBA                          |
| "Higher Ground"                                                                | Stevie Wonder                            | Mercedes Jones | 21. "Wonder-ful"                    | Ano   | TBA                          |
| "For Once in My Life"                                                          | Stevie Wonder                            | Artie Abrams s New Directions a Mikem Changem, Kurtem Hummelem, Mercedes Jones a Willem Schuesterem                                                              | 21. "Wonder-ful"                    | Ano   | TBA                          |
| "To Love You More"                                                             | Celine Dion                              | Rachel Berry | 22. "All or Nothing"                | Ano   | TBA                          |
| "Rainbow Connection"                                                           | Kermit the Frog                          | The Waffletoots | 22. "All or Nothing"                | Ano   | TBA                          |
| "Clarity"                                                                      | Zedd feat. Foxes                         | Frida Romero a The Hoosierdaddies | 22. "All or Nothing"                | Ano   | TBA                          |
| "Wings"                                                                        | Little Mix                               | Frida Romero a The Hoosierdaddies | 22. "All or Nothing"                | Ano   | TBA                          |
| "Hall of Fame"                                                                 | The Script feat. will.i.am               | Jake Puckerman, Ryder Lynn, Sam Evans, Joe Hart a Artie Abrams s New Directions                                                                                  | 22. "All or Nothing"                | Ano   | TBA                          |
| "I Love It"                                                                    | Icona Pop feat. Charli XCX               | Tina Cohen-Chang, Kitty Wilde, Marley Rose, Wade "Unique" Adams, Sugar Motta a Brittany Pierce s New Directions                                                  | 22. "All or Nothing"                | Ano   | TBA                          |
| "All or Nothing"                                                               | Původní skladba                          | Marley Rose a Blaine Anderson s New Directions | 22. "All or Nothing"                | Ano   | TBA                          |